# Jelena Stupljanin
Jelena Stupljanin (serbisch-kyrillisch Јелена Ступљанин; * 30. Juni 1978 in Belgrad) ist eine serbische Schauspielerin.

## Leben
Stupljanin besuchte eine Grund- und Oberschule in Belgrad, wo sie sich 1996 nach der dritten Klasse der Oberschule an einer Schauspielfakultät einschrieb. Ihr Diplom erlangte sie im Mai 2000 mit der Vorstellung des Stückes Mama, was ich nicht hätte alles werden können!
In der Vorstellung Das Püppchen auf der Schlagseite hatte Jelena Stupljanin ihre erste professionelle Rolle als Beba Pancic, das „Püppchen“, welche zunächst der Schauspielerin Mina Lazarevic zugeschrieben war. Diese musste das Engagement wegen einer Verletzung absagen. Stupljanin wurde Mitglied des Schauspielensembles des Theater T (serbisch: Teatar T) und im Jahr 2001 des Ateliers 212 (serbisch: Atelje 212), wo sie  heute noch wirkt.
2002 spielte sie in der Fernsehserie Füchse die Studentin Stasa, 2004 hatte sie eine kleine Rolle Milosa Radovics Film "Fall ins Paradies (serbisch: Pad u raj). 2004 zog sie nach New York City und begann ihre Arbeit am  Actors Studio. Dort erlangte sie 2005 ein Diplom vor der Kommission bestehend aus Robert De Niro, Jessica Lange und Meryl Streep.